# Falfurrias (Teksas)
Falfurrias je grad u američkoj saveznoj državi Teksas. Prema popisu stanovništva iz 2010. u njemu je živjelo 4.981 stanovnika.